# N-06B
docomo STYLE series N-06B(ドコモ スタイル シリーズ エヌ ゼロ ろく ビー)は、NECカシオモバイルコミュニケーションズによって開発された、NTTドコモの第三世代携帯電話(FOMA)端末である。docomo STYLE seriesの端末。

## 概要
- N-05Aの後継機種でスタンダードカラーからヴィヴィッドカラーまで5色のカラーバリエーションを揃え、自分好みのカラーが選べるスタンダードモデル。P-07BやF-08Bのように5色のカラー展開をしてユーザーに選びやすくする一方で、機能を少なめにして安い価格帯で展開する。
GSMによる国際ローミングには対応しているが、おサイフケータイやGPS、Bluetoothが搭載されておらず、新サービスの「iBodymo」にも対応していない。
本体は持ちやすさを重視したラウンドフォルムを採用、側面は本体を開きやすいよう、サイドラインを施し、指がかかりやすいようなデザインとなっている。またボタンは、中央部に適度な膨らみをつけた立体的なデザインにし、文字はコントラストをつけて、はっきり見やすいボタン表示を実現した。

- 内蔵コンテンツは、それぞれのカラーに合わせ、本体を開く度にランダムに変化する待受画面などがプリインストールされており、各種画面やアイコンは「きせかえツール」で一括設定が可能。

- デコメ絵文字は、可愛いキャラクターや顔文字、天気、食べ物、季節のアイテムなど、docomo STYLE seriesでは最多となる2,000種類をプリインストール。ハートだけでも200種類もある。また入力した文字と連動して、それに関連性のあるデコメ絵文字を変換候補に表示されるので、よりスピーディーに入力やメール作成ができる。

- 連続待受700時間の長持ちバッテリーで長時間の外出時でも安心して使え、ワンセグの長時間番組も安心して視聴できる。またボディは、抗菌仕様となっている(ディスプレイ部、ボタン部分、端子部は除く)。

## カメラ機能
- メインカメラは有効画素数510万画素CMOS。静止画のみオートフォーカス対応。なおフォトライトやサブカメラは搭載されていない。

- カメラと被写体との距離が変わっても、自動でピントを合わせ続ける「コンティニュアスフォーカス」、オート撮影時に人物、風景、夜景、夕焼け、料理といったさまざまな撮影シーンを自動で判別して、PictMagic IVで最適な画質に調整してくれる「自動シーン判別」、暗い場所での撮影や動きのある被写体もブレず撮影できる「6軸手ブレ&被写体ブレのダブルブレ補正」、撮りたい時にワンプッシュで素早くカメラを起動する「カメラ専用キー」、撮影した写真や動画をその場でSNSやブログにアップすることができる「簡単ブログアップ」を搭載している。

## その他
- 自動で騒音レベルを測定し、受話音量を自動調整すると同時に音声ホルマントの強調により、人の音声を際立たせることで駅のホームなどの騒がしい場所でも相手の声がはっきり聞こえる「ハイパークリアボイス」を搭載。
- 操作に迷った時にケータイの使い方を確認できるガイド機能「使い方ガイド」を搭載。使いたい機能を検索し、機能の説明や操作方法を確認できる。しかも調べた機能をそのまま起動することも可能。
- N-04BやN-05Bは、ドコモの共通プラットフォームとして、オペレータパックを採用しているが、本機種では従来のNEC製端末と同じプラットフォームを使用しているため、日本語入力システムは、NEC独自のMogicEngine Vとワンタッチ入力のT9システムを搭載している。
- ミュージックプレイヤーではSDオーディオは非対応となっている。

| 主な対応サービス                   | 主な対応サービス                                                    | 主な対応サービス                       | 主な対応サービス                                 |
| ---------------------------------- | ------------------------------------------------------------------- | -------------------------------------- | ------------------------------------------------ |
| タッチパネル                       | FOMAハイスピード3.6Mbps(受信)                                       | Bluetooth                              | DCMX／おサイフケータイ                           |
| iアプリオンライン／地図アプリ      | 直感ゲーム(※)／メガiアプリ                                          | iウィジェット                          | マチキャラ／iコンシェル                          |
| ホームU／ポケットU                 | GPS／ケータイお探し                                                 | デコメール／デコメ絵文字／デコメアニメ | iチャネル                                        |
| 着もじ                             | テレビ電話／キャラ電                                                | ケータイデータお預かりサービス         | フルブラウザ                                     |
| おまかせロック／バイオ認証         | 外部メモリーへiモードコンテンツ移行／ユーザーデータ一括バックアップ | トルカ                                 | iC通信／iCお引越しサービス                       |
| きせかえツール／ダイレクトメニュー | バーコードリーダ／名刺リーダ                                        | 2in1                                   | エリアメール／ソフトウェアーアップデート自動更新 |
| GSM／3Gローミング(WORLD WING)      | 着うたフル／うた・ホーダイ                                          | Music&Videoチャネル／ビデオクリップ    | ミュージックプレーヤー(WMA)(AAC)                 |

(※)「しゃべる」「振る／傾ける」に対応。

## 搭載アプリ
以下のiアプリが購入時に端末にプリインストールされている。
| アプリ名                              | 概要                                                                                      |
| ------------------------------------- | ----------------------------------------------------------------------------------------- |
| 99のなみだモバイル体験版              | 心にしみるショートストーリーを通して、やすらぎや癒やしを得ることができる読書アプリ。      |
| pop'n music(体験版)                   | 落ちてくるマークを合わせて端末のキーを押すことで音楽のリズムに乗って遊ぶゲーム。          |
| ズーキーパーDX スコアアタック(体験版) | 動物を入れ替えて、同じ動物を縦横3個以上並べて捕まえていく制限時間付きのアクションゲーム。 |
| 音楽パズル ルミネス                   | 音楽&プレイが連動した新感覚パズルゲーム。                                                 |
| ドコモwebメール                       | パソコンからも、FOMA端末からも利用できるメールサービス「ドコモwebメール」のアプリ         |
| モバイルgoogleマップ                  | Googleマップを表示して地域情報やストリートビューなどを表示できるアプリ                    |
| 日英版しゃべって翻訳 for N            | 音声入力により、主に旅行で使われる言葉を日本語から英語、英語から日本語に翻訳するアプリ    |
| Gガイド番組表リモコン                 | テレビ番組表の表示やAVリモコンの機能を持ったアプリ                                        |
| iアプリバンキング                     | モバイルバンキングを簡単に利用するためのアプリ                                            |
| 地図アプリ                            | GPSを利用して、目的地の検索や交通手段を使ったルートを表示するアプリ                       |
| 楽オク☆アプリ                         | 楽天オークション用のアプリ                                                                |
| FOMA通信環境確認アプリ                | FOMAハイスピードエリアやマイエリアを利用できるかを確認することができるiアプリ。           |

上記のアプリの他、ドコモマーケットなどから、様々なアプリケーションをダウンロードし利用することが可能となる。

## 不具合
- 2010年9月6日 - 以下の不具合改修をソフトウェア更新で実施。
  - メール作成時において、反応が遅い場合がある。
- 2011年5月19日 - 以下の不具合改修をソフトウェア更新で実施。
  - iモードで通信している際に、画像ファイルのアップロードができないことがある。

(参照)N-06Bのソフトウェアアップデート情報

## 歴史
- 2010年5月18日 - F-06B・F-07B・F-08B・L-04B・N-04B・N-05B・N-06B・N-07B・N-08B・P-04B・P-05B・P-06B・P-07B・SH-02B marimekko・SH-07B・SH-08B・SH-09B・LYNX SH-10B・dynapocket T-01B・BlackBerry Bold 9700の開発及び一部機種の発売を発表。
- 2010年6月4日 - 発売。